# Marius-Ary Leblond
Marius-Ary Leblond – pseudonim literacki dwóch francuskich pisarzy, historyków, krytyków literackich i dziennikarzy pochodzących z Reunionu. Ich prawdziwe nazwiska to Georges Athénas (Marius Leblond, ur. 26 lutego 1877 w Saint-Denis, zm. 8 maja 1953 w Paryżu) oraz Aimé Merlo (Ary Leblond, ur. 30 lipca 1880 w Saint-Pierre, zm. 7 kwietnia 1958). Georges i Aimé byli ze sobą spokrewnieni.
W 1909 ich powieść En France otrzymała prestiżową Nagrodę Goncourtów. Opisuje ona historię dwóch kreolskich studentów Sorbony.

## Odznaczenia
- Złoty Wawrzyn Akademicki (5 listopada 1938)[5]